# 李頂立
李頂立（1990年12月19日—），臺灣政治幕僚，記者、新聞主播出身，台灣民眾黨籍。曾任東森財經新聞台記者兼任主播、TVBS新聞台記者兼任主播、1111人力銀行公關經理暨發言人、Hit FM節目主持人。現任台灣民眾黨文宣部主任。主持網路節目《觀點相對論》。

## 生平
世新大學新聞系畢業。

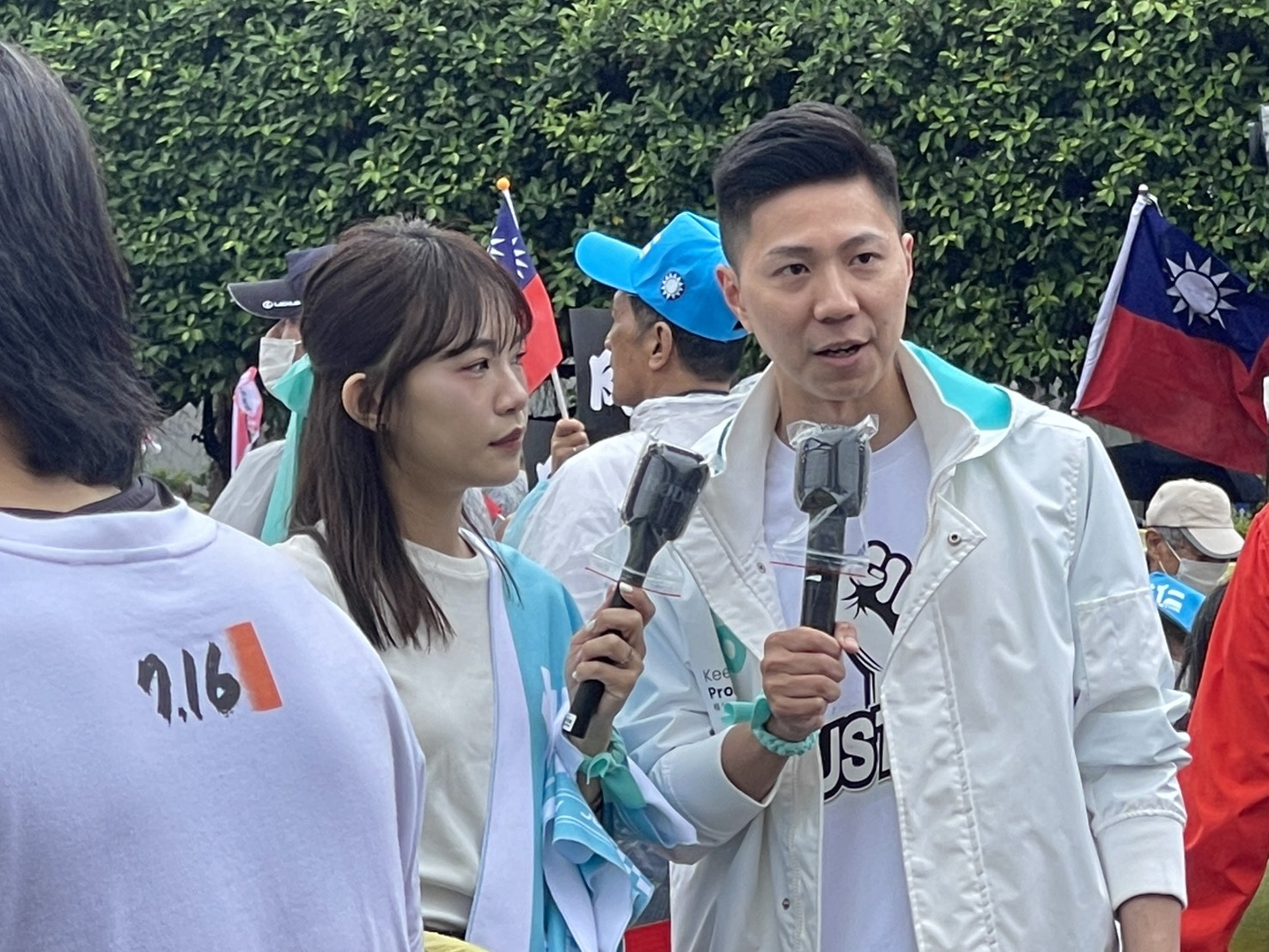
「反綠共，戰獨裁」遊行當天，與民眾黨發言人張彤。

當初入黨的契機也十分有趣，當初是民眾黨副秘書長許甫找上他所任職1111人力銀行，要洽談民眾黨海選徵才活動，恰好專案是由他負責。在2023年6月正式加入民眾黨，並出任文宣部副主任、發言人。
2023年10月4日中午，李頂立從文宣部副主任升任主任。
2024年2月19日民眾黨發言人楊寶楨離職後，民眾黨對外發言由李頂立跟林子宇負責。
2024年2月25日柯文哲民眾黨「一日北高」公職騎行，李頂立擔任主持人之一，在直播聊天室的鼓吹下，也在雲林口湖遊客中心加入車隊。
2024年5月19日草根決心行動，與吳怡萱一同擔任集會主持人。

## 外部連結
- 李頂立的Facebook專頁
- 李頂立的Instagram帳戶